# Туркменски паспорт
Туркменистан паспорт (на туркменски: Türkmenistanyň pasporty) е туркменски личен документ за пътуване в чужбина, издаден на гражданин на Туркменистан, който да служи за установяване на самоличността на лицето и доказателство за туркменското гражданство. Въведена от 10 юли 2008 съгласно указ на президента на Туркменистан, на 9 юли 2008 г., № 9895. През април 2013 одобри нови образци и описания на биометричен паспорт на гражданин на Туркменистан, с много защитата и увеличаването на обема на електронните чипове, високо качество на производството. Преди издаден паспорт на гражданин на Туркменистан, са запазили силата си преди крайния срок. Издадена от Държавната служба по миграция на Туркменистан.